# 虞𩦎
虞𩦎（?—?），又作虞騑，字思行，东晋会稽郡余姚县人，虞翻曾孙，虞潭兄子。
虞𩦎机敏才干不及虞潭，但是品行超过他。与谯国桓彝都担任吏部郎，感情非常好。桓彝派桓温拜见他，他派儿子虞谷拜桓彝。官至吴兴郡太守、金紫光禄大夫。王导曾经对他说：“孔愉有你的才干而没有你的名望，丁潭有你的名望而没有你的才干，才望兼有的，就是虞卿你了！”官没有就任就去世了，时人都很可惜。儿子虞谷，官至吴国内史。